# Uczelniany Koszykarz Roku Associated Press
Uczelniany Koszykarz Roku Associated Press (oficjalna nazwa: Associated Press College Basketball Player of the Year) – nagroda przyznawana corocznie najlepszemu koszykarzowi akademickiemu NCAA Division I. Po raz pierwszy została przyznana po zakończeniu sezonu 1960–61 przez amerykańską agencję prasową – Associated Press.
Pięciu zawodników (Jerry Lucas, Lew Alcindor, Bill Walton, David Thompson, Ralph Sampson) zdobyło nagrodę więcej niż jeden raz (stan na 2015 rok). Ralph Sampson jako jedyny sięgnął po nią trzykrotnie.

## Laureaci

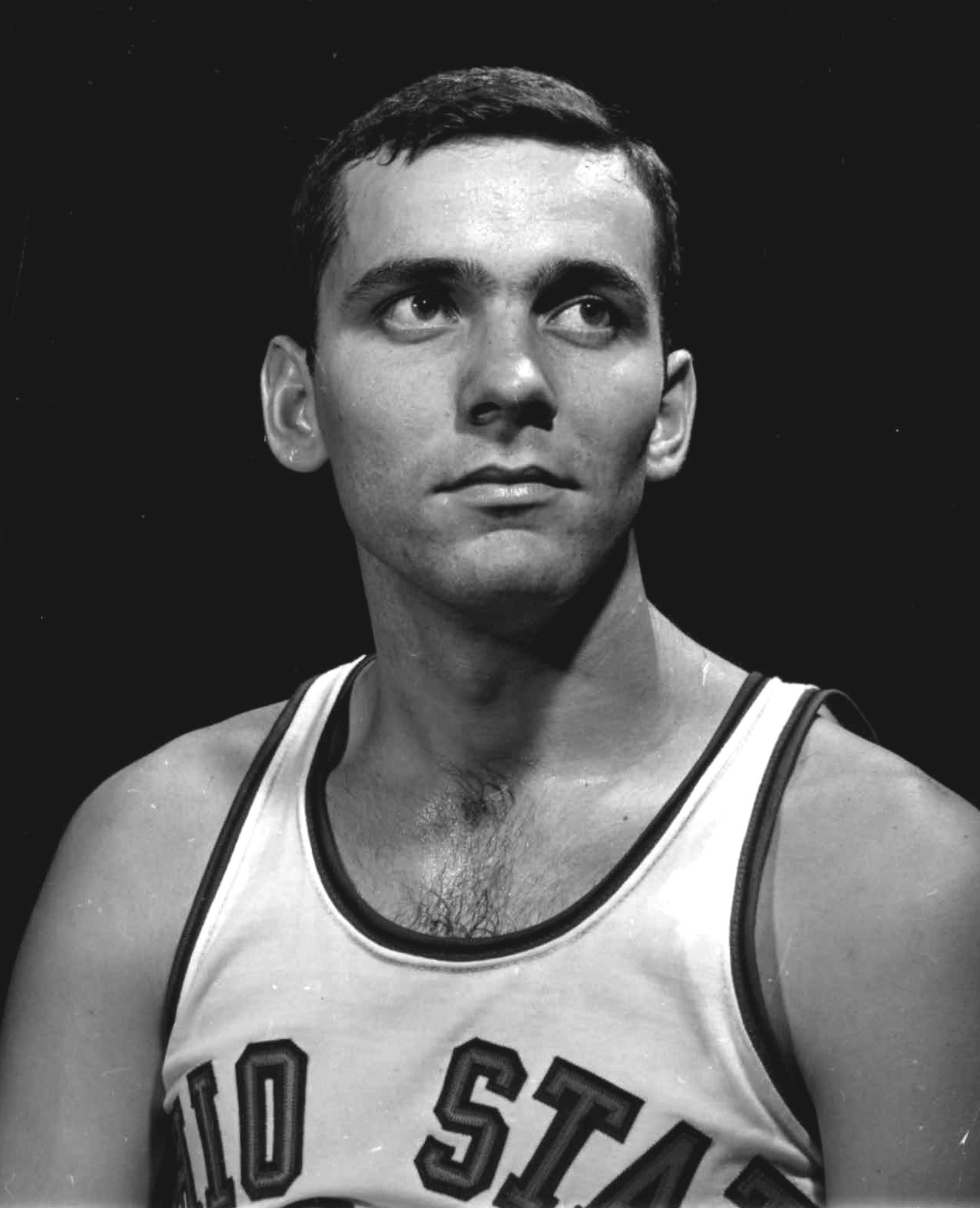
2-krotny laureat nagrody Jerry Lucas.

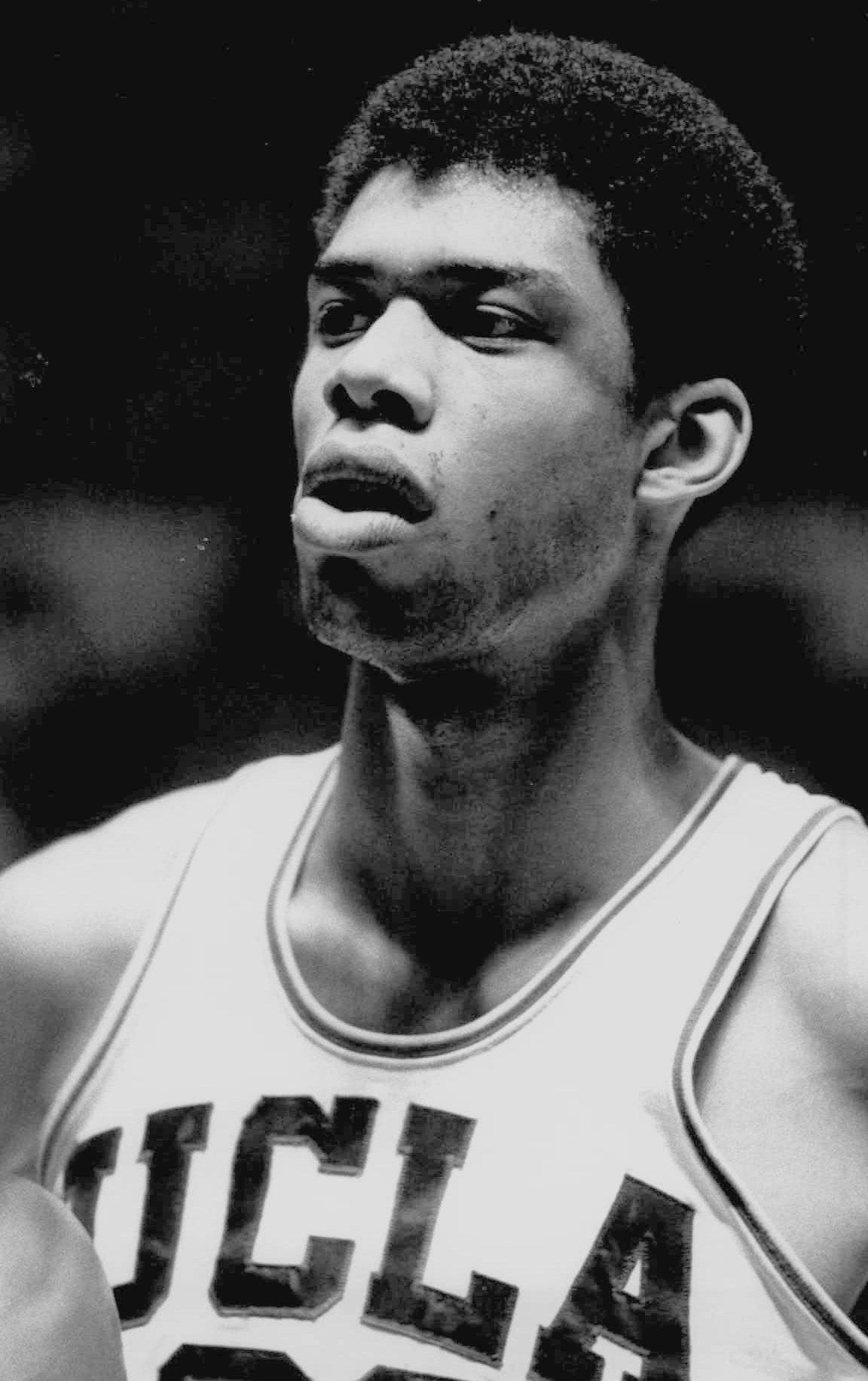
Lew Alcindor znany później jako Kareem Abdul-Jabbar zdobył nagrodę dwukrotnie w 1967 i 1969 roku.

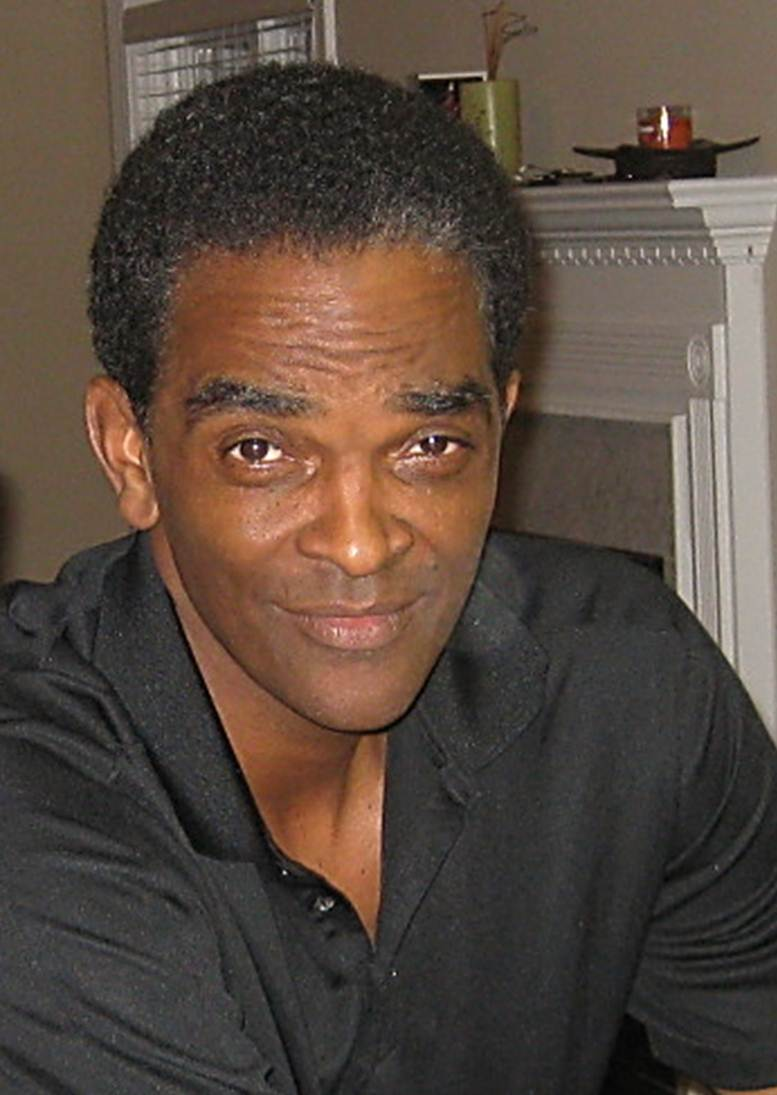
Ralph Sampson jako jedyny koszykarz w historii został trzykrotnym laureatem nagrody (1981–1983).

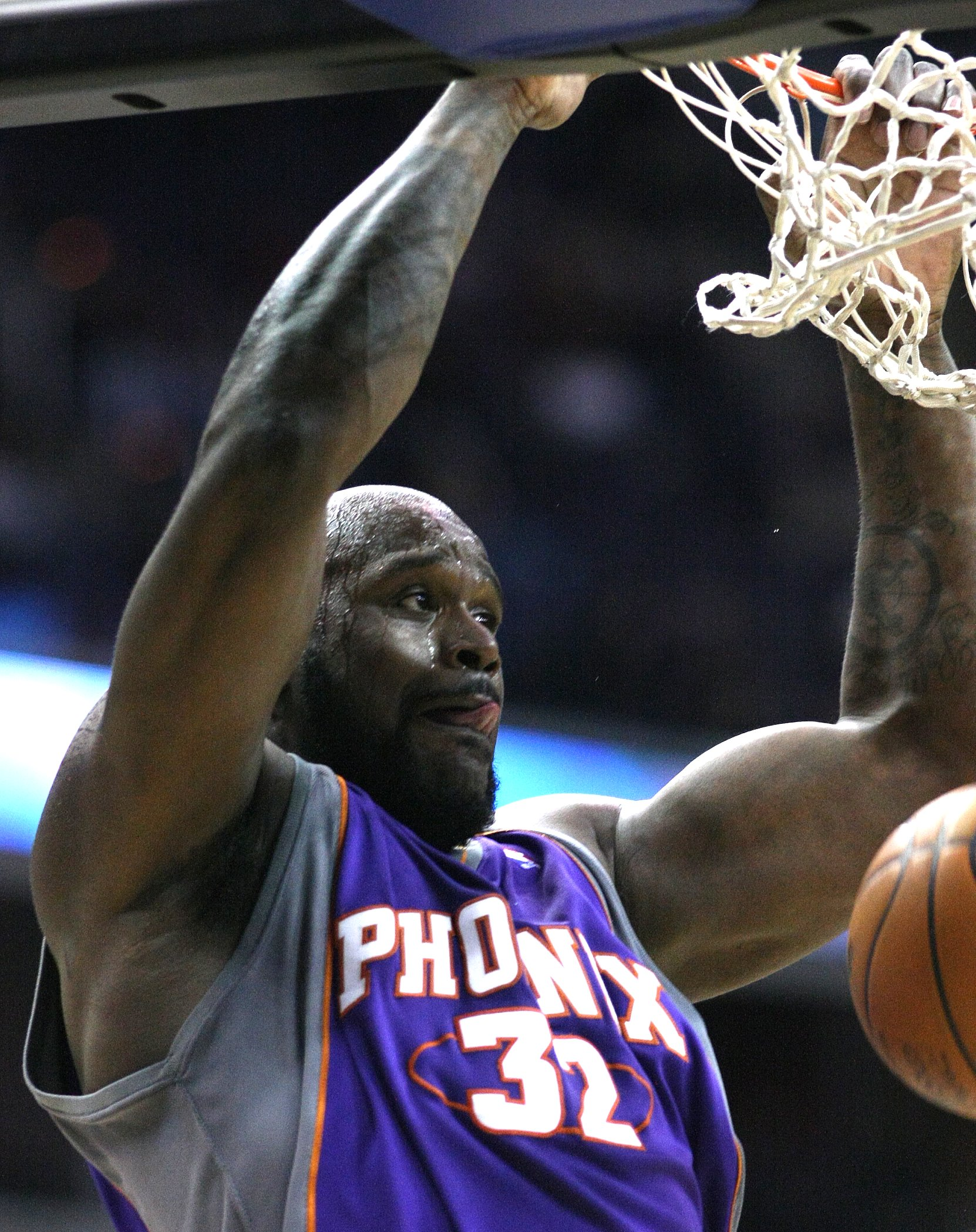
Shaquille O’Neal otrzymał nagrodę w 1991 roku.

| Zawodnik (X) | Oznacza liczbę nagród, uzyskanych przez tego samego zawodnika |
| Freshman     | Zawodnik pierwszego roku                                      |
| Sophomore    | Zawodnik drugiego roku                                        |
| Junior       | Zawodnik trzeciego roku                                       |
| Senior       | Zawodnik ostatniego roku                                      |

| Sezon   | Zawodnik           | Uczelnia          | Pozycja                              | Status    |
| ------- | ------------------ | ----------------- | ------------------------------------ | --------- |
| 1960–61 | Jerry Lucas        | Ohio State        | Skrzydłowy / Środkowy                | Junior    |
| 1961–62 | Jerry Lucas (2)    | Ohio State        | Skrzydłowy / Środkowy                | Senior    |
| 1962–63 | Art Heyman         | Duke              | Obrońca / Skrzydłowy                 | Senior    |
| 1963–64 | Gary Bradds        | Ohio State        | Skrzydłowy                           | Senior    |
| 1964–65 | Bill Bradley       | Princeton         | Niski skrzydłowy / Rzucający obrońca | Senior    |
| 1965–66 | Cazzie Russell     | Michigan          | Rzucający obrońca                    | Senior    |
| 1966–67 | Lew Alcindor       | UCLA              | Środkowy                             | Sophomore |
| 1967–68 | Elvin Hayes        | Houston           | Skrzydłowy / Środkowy                | Senior    |
| 1968–69 | Lew Alcindor (2)   | UCLA              | Środkowy                             | Senior    |
| 1969–70 | Pete Maravich      | LSU               | Obrońca                              | Senior    |
| 1970–71 | Austin Carr        | Notre Dame        | Obrońca                              | Senior    |
| 1971–72 | Bill Walton        | UCLA              | Środkowy                             | Sophomore |
| 1972–73 | Bill Walton (2)    | UCLA              | Środkowy                             | Junior    |
| 1973–74 | David Thompson     | NC State          | Rzucający obrońca / Niski skrzydłowy | Junior    |
| 1974–75 | David Thompson (2) | NC State          | Rzucający obrońca / Niski skrzydłowy | Senior    |
| 1975–76 | Scott May          | Indiana           | Skrzydłowy                           | Senior    |
| 1976–77 | Marques Johnson    | UCLA              | Obrońca / Skrzydłowy                 | Senior    |
| 1977–78 | Butch Lee          | Marquette         | Rozgrywający                         | Senior    |
| 1978–79 | Larry Bird         | Indiana State     | Niski skrzydłowy                     | Senior    |
| 1979–80 | Mark Aguirre       | DePaul            | Niski skrzydłowy                     | Sophomore |
| 1980–81 | Ralph Sampson      | Virginia          | Środkowy                             | Sophomore |
| 1981–82 | Ralph Sampson (2)  | Virginia          | Środkowy                             | Junior    |
| 1982–83 | Ralph Sampson (3)  | Virginia          | Środkowy                             | Senior    |
| 1983–84 | Michael Jordan     | North Carolina    | Rzucający obrońca                    | Junior    |
| 1984–85 | Patrick Ewing      | Georgetown        | Środkowy                             | Senior    |
| 1985–86 | Walter Berry       | St. John's        | Silny skrzydłowy                     | Senior    |
| 1986–87 | David Robinson     | Navy              | Środkowy                             | Senior    |
| 1987–88 | Hersey Hawkins     | Bradley           | Rzucający obrońca                    | Senior    |
| 1988–89 | Sean Elliott       | Arizona           | Niski skrzydłowy                     | Senior    |
| 1989–90 | Lionel Simmons     | La Salle          | Niski skrzydłowy                     | Senior    |
| 1990–91 | Shaquille O’Neal   | LSU               | Środkowy                             | Sophomore |
| 1991–92 | Christian Laettner | Duke              | Skrzydłowy                           | Senior    |
| 1992–93 | Calbert Cheaney    | Indiana           | Niski skrzydłowy                     | Senior    |
| 1993–94 | Glenn Robinson     | Purdue            | Niski skrzydłowy / Silny skrzydłowy  | Sophomore |
| 1994–95 | Joe Smith          | Maryland          | Środkowy                             | Sophomore |
| 1995–96 | Marcus Camby       | UMass             | Środkowy                             | Junior    |
| 1996–97 | Tim Duncan         | Wake Forest       | Środkowy                             | Senior    |
| 1997–98 | Antawn Jamison     | North Carolina    | Niski skrzydłowy                     | Junior    |
| 1998–99 | Elton Brand        | Duke              | Środkowy                             | Sophomore |
| 1999–00 | Kenyon Martin      | Cincinnati        | Silny skrzydłowy                     | Senior    |
| 2000–01 | Shane Battier      | Duke              | Niski skrzydłowy / Rzucający obrońca | Senior    |
| 2001–02 | Jay Williams       | Duke              | Rozgrywający                         | Junior    |
| 2002–03 | David West         | Xavier            | Silny skrzydłowy                     | Senior    |
| 2003–04 | Jameer Nelson      | Saint Joseph's    | Rozgrywający                         | Senior    |
| 2004–05 | Andrew Bogut       | Utah              | Środkowy                             | Sophomore |
| 2005–06 | J.J. Redick        | Duke              | Rzucający obrońca                    | Senior    |
| 2006–07 | Kevin Durant       | Teksas            | Niski skrzydłowy                     | Freshman  |
| 2007–08 | Tyler Hansbrough   | Karolina Północna | Silny skrzydłowy                     | Junior    |
| 2008–09 | Blake Griffin      | Oklahoma          | Silny skrzydłowy                     | Sophomore |
| 2009–10 | Evan Turner        | Ohio State        | Rzucający obrońca                    | Junior    |
| 2010–11 | Jimmer Fredette    | BYU               | Rozgrywający                         | Senior    |
| 2011–12 | Anthony Davis      | Kentucky          | Środkowy                             | Freshman  |
| 2012–13 | Trey Burke         | Michigan          | Rozgrywający                         | Sophomore |
| 2013–14 | Doug McDermott     | Creighton         | Niski skrzydłowy                     | Senior    |
| 2014–15 | Frank Kaminsky     | Wisconsin         | Silny skrzydłowy                     | Senior    |
| 2015–16 | Denzel Valentine   | Michigan State    | Rzucający obrońca                    | Senior    |
| 2016–17 | Frank Mason III    | Kansas            | Rozgrywający                         | Senior    |
| 2017–18 | Jalen Brunson      | Villanova         | Rozgrywający                         | Senior    |
| 2018–19 | Zion Williamson    | Duke              | Niski skrzydłowy / Silny skrzydłowy  | Freshman  |
| 2019–20 | Obi Toppin         | Dayton            | Silny skrzydłowy                     | Sophomore |
| 2020–21 | Luka Garza         | Iowa              | Środkowy                             | Senior    |
| 2021–22 | Oscar Tshiebwe     | Kentucky          | Środkowy                             | Junior    |
| 2022–23 | Zach Edey          | Purdue            | Środkowy                             | Junior    |